# Anopheles plumbeus
Anopheles plumbeus este o specie de țânțari din genul Anopheles, descrisă de Stephens în anul 1828. Conform Catalogue of Life specia Anopheles plumbeus nu are subspecii cunoscute.